# Швенто, Душан
Душан Швенто (словац. Dušan Švento; родился 1 августа 1985 года в городе Ружомберок, Чехословакия) — словацкий футболист, полузащитник. Выступал за сборную Словакии. Участник чемпионата Европы 2016 года.

## Клубная карьера

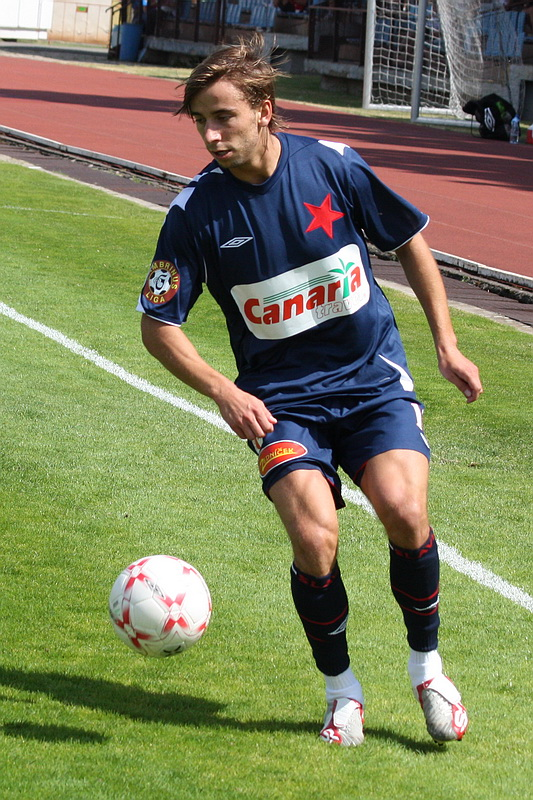
Швенто в составе «Славии»

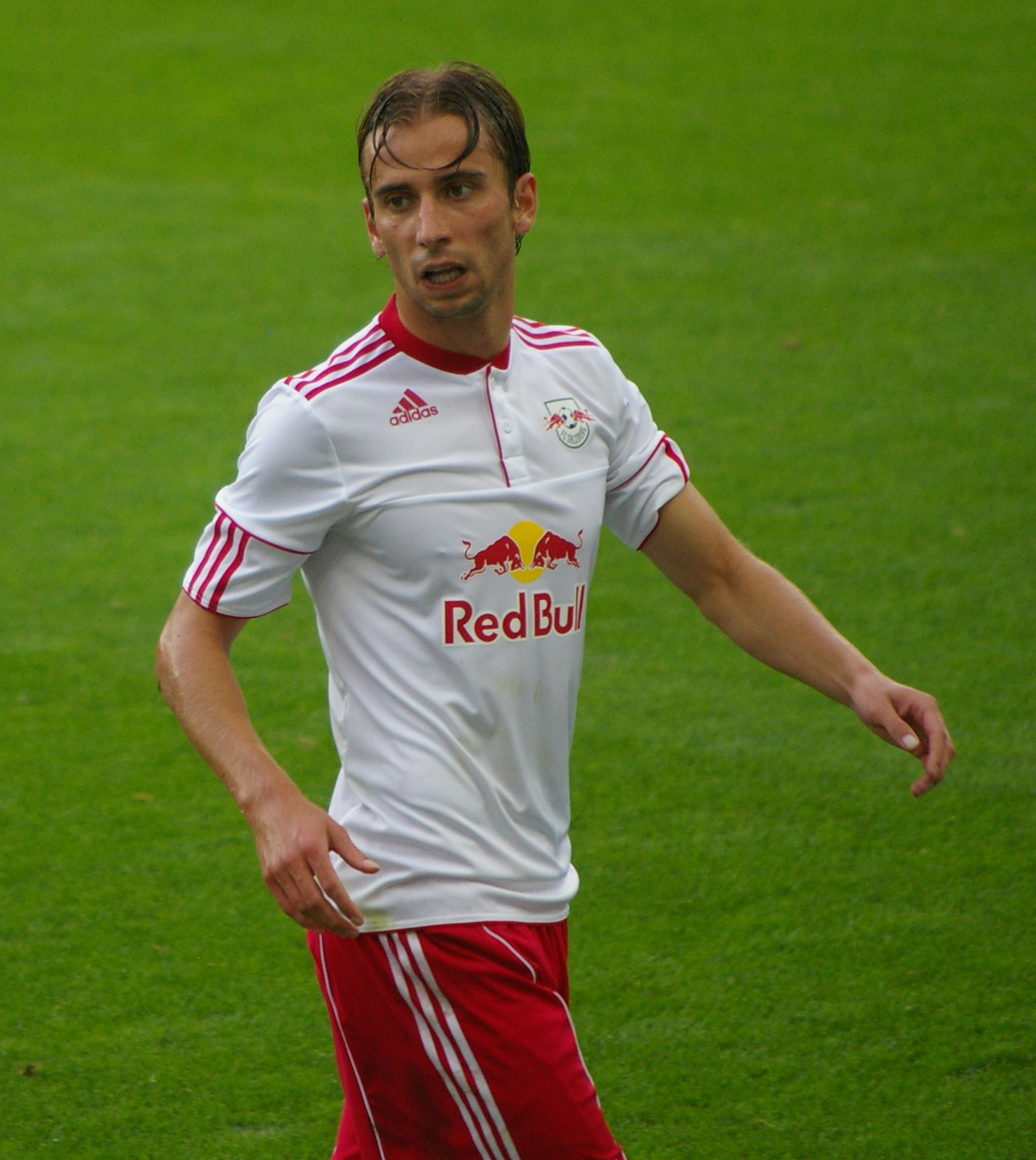
Швенто в составе «Ред Булл»

Швенто воспитанник клуба из своего родного города «Ружомберок». В 2003 году он дебютировал за основную команду и после двух сезонов принял приглашение чешской «Славии». В составе нового клуба он дважды выиграл Гамбринус Лигу, а также в 2006 году был признан лучшим иностранным футболистом в чемпионате Чехии. В 2007 году Швенто был на просмотре в английском «Дерби Каунти», но травма колена помешала переходу и Душан вернулся в «Славию».
16 июня 2009 года Швенто перешёл в австрийский «Ред Булл». Сумма трансфера составила 2 млн. евро. 19 июля в матче против «Аустрии» он дебютировал в австрийской Бундеслиге. 8 августа в поединке против «Маттерсбурга» Швенто забил свой первый гол за новый клуб. В составе «Ред Булл» он дважды выиграл чемпионат Австрии и стал обладателем Кубка.
Летом 2014 года Швенто перешёл в немецкий «Кёльн». 18 октября в матче против дортмундской «Боруссии» он дебютировал в Бундеслиге. 12 декабря 2015 года в поединке против бременского «Вердера» Душан забил свой первый гол за «Кёльн».
Летом 2016 года Швенто вернулся в пражскую «Славию», подписав контракт на два года. В 2017 году он помог клубу выиграть чемпионат.

## Международная карьера
Швенто выступал за молодёжную сборную страны. 15 августа 2006 года в товарищеском матче против сборной Мальты Душан дебютировал за сборную Словакии.
7 октября 2006 года в отборочном матче к Чемпионату Европы 2008 против сборную Уэльса он забил свой первый гол за национальную команду.
В 2016 году Швенто в составе сборной принял участие в чемпионате Европы во Франции. На турнире он сыграл в матчах против команд Уэльса, России и Англии.

### Голы за сборную Словакии
| #   | Дата           | Место                     | Противник | Результат | Соревнование                       |
| --- | -------------- | ------------------------- | --------- | --------- | ---------------------------------- |
| 01. | 7 октября 2007 | Миллениум, Кардифф, Уэльс | Уэльс     | 1:5       | Чемпионат Европы 2008 квалификация |

## Достижения
Командные
 «Славия» (Прага)
- Чемпионат Чехии по футболу — 2007/08
- Чемпионат Чехии по футболу — 2008/09
- Чемпионат Чехии по футболу — 2016/17

 «Ред Булл»
- Чемпионат Австрии по футболу — 2009/10
- Чемпионат Австрии по футболу — 2011/12
- Обладатель Кубка Австрии — 2011/12
- Обладатель Кубка Австрии — 2013/14

Индивидуальные
- Лучший иностранный футболист Гамбринус Лиги — 2006
- Награда Петра Дубовского — 2006